# Jasonio
Jasonio era el nombre que diversas fuentes de la Antigüedad daban a un cabo llamado actualmente Yasum Burun, en Turquía, en la costa sur del Mar Negro. Junto a él, en territorio de los cálibes, según el Periplo de Pseudo-Escílax, se ubicaba una antigua ciudad griega de su mismo nombre.
Según la mitología griega, su nombre era debido a que allí ancló la nave Argo, en el viaje en busca del vellocino de oro de los argonautas, comandados por Jasón.
Plinio el Viejo habla también de un río llamado Jasonio situado cerca de otro río llamado Melantio, entre las ciudades de Ámiso y Farnacia.